# 79
| [ Edytuj tabelę ] |                                                                |
| Cesarz Chin       | - 75 Han Zhangdi 88                                            |
| Władca Korei      | - 53 T’aejodae 146                                             |
| Król Nabatei      | - 70 Rabel II Soter 106                                        |
| Papież            | - 67 Linus 79 - 79 Anaklet 91                                  |
| Król Partów       | - 78 Wologazes II 80 - 78 Pakorus II 105 - 79 Artabanus III 81 |
| Cesarz Rzymu      | - 69 Wespazjan 79 - 79 Tytus Flawiusz 81                       |

Rok 79 / LXXIX
stulecia: I wiek p.n.e. ~
I wiek ~
II wiek

lata: 69 «
74 «
75 «
76 «
77 «
78 «
79
» 80
» 81
» 82
» 83
» 84
» 89

## Wydarzenia
- 24 czerwca – Tytus Flawiusz został cesarzem rzymskim.
- 24 sierpnia – wybuch Wezuwiusza zniszczył Pompeje, Herkulanum i Stabie.

## Urodzili się
- Han Hedi (和帝), cesarz Chin (zm. 106)

## Zmarli
- 23 czerwca – Wespazjan, rzymski cesarz (ur. 9)
- 16 sierpnia – Ma, chińska cesarzowa (ur. 40)
- 24 sierpnia – Brutus Balbus, rzymski polityk z Pompejów
- 25 sierpnia – Pliniusz Starszy, rzymski pisarz i historyk (ur. 23)
- 23 września – Linus, papież